# 雷撃隊出動
『雷撃隊出動』（らいげきたいしゅつどう）は、東宝が1944年（昭和19年）に開戦3周年記念映画として製作し、劇場公開した戦争映画。モノクロ、スタンダード。

## 概要
艦攻や陸攻など、日本海軍の雷撃隊の活躍を描く。実物の航空機や航空母艦が多数登場することから、貴重な史料としても知られる。戦意高揚映画とみなされるが、南方基地でののんびりとした日常を描いていると同時に、航空機の不足など敗戦が濃厚な日本軍の状況も隠さずに描いていることから、悲壮感が漂う戦後の反戦映画より反戦色が色濃い作品とも言われている。イミダスの著者の1人である戦争映画研究家の永田喜嗣には、「戦時中作られた戦意高揚映画『雷撃隊出動』（1944年）などは最後の体当たり攻撃は悲惨この上なく、戦意高揚映画として観ることさえ難しい不気味な作品だった。戦争を描くことは戦争を本能的に嫌う人間にとっては好戦、反戦を問わず結局は反戦に結びつく」と評されている。一方で永田は、『ハワイ・マレー沖海戦』『加藤隼戦闘隊』から続く山本嘉次郎監督の国策映画三部作では敵への憎悪を扇動する憎悪映画（ヘイトピクチャー）の色彩が最も強い作品で、憎悪と悲壮しかない奇怪な映画だともしている。

## あらすじ
サンカミと呼ばれる三上、村上、川上の3人は、雷撃の神様として知られる同期の桜だった。母艦航空隊（=艦攻）の隊長である村上は航空参謀の川上とともに、次なる作戦に備えて基地航空隊（=陸攻）の隊長として三上が着任している内南洋の基地へ移動し、待機する。三上たちは久々の再会を喜ぶが、基地は敵の空襲を受け、迎撃に出る航空機も不足していた。連絡と航空機補充のために川上は日本本土へ向かうが、三上や村上が望んだ補充はなかなか来ず、基地や現地住民への空襲は激化する一方であった。要請の末、補充の航空機が到着して敵機も撃退されるが、同じころ、内南洋には敵機動部隊が接近して比島方面へ侵入しつつあった。これを受け、海軍は基地に待機していた母艦航空隊を機動部隊に戻し、基地航空隊との共同で総力を上げて反撃を挑む。三上と村上は、川上や基地の司令官に見送られて出撃すると、部下と共に雷撃機を駆って敵機動部隊へ突入し、「軍神」となったのだった。

## キャスト
- 三上：藤田進
- 川上：森雅之
- 村上：河野秋武
- 航空隊司令：大河内傳次郎
- 月田一郎
- 灰田勝彦
- 食堂の女将：東山千栄子
- 主計長：三島雅夫
- 高田浩吉
- 黒川弥太郎

## スタッフ
- 製作：村治夫
- 監督・脚本：山本嘉次郎
- 特技撮影：円谷英二
- 撮影：鈴木博、平野好美、中井朝一
- 音楽：鈴木静一
- 美術：松山宗、中古智

## 登場する兵器
- 航空機
  - 天山艦上攻撃機
  - 九七式艦上攻撃機
  - 一式陸上攻撃機
  - 零式艦上戦闘機
  - 九七式飛行艇
  - P-40ウォーホーク戦闘機
- 艦船
  - 空母瑞鶴
  - 空母鳳翔

敵機役のP-40戦闘機の映像は、同じ年に製作された映画『加藤隼戦闘隊』の映像を流用している。
東宝は海軍の協力を得て1944年9月に空母でのロケを実施し、艦内の撮影には瑞鳳も使用されたほか、遠景では千歳型空母と思われる艦や空母に随伴する駆逐艦、対空戦闘を撮影した場面では妙高型重巡洋艦の姿も確認できる。なお、雷撃隊発艦シーンは瑞鶴上での訓練時のものを使っているが、映画公開開始時点で瑞鶴はすでにエンガノ岬沖で沈められている。

## 主題歌
作中では以下の3曲が使用されている。また、冒頭の九七式艦上攻撃機による雷撃シーンでは軍艦行進曲がBGMとして使用されている。
「雷撃隊の歌」
作詞・作曲：海軍雷撃隊 / 歌：霧島昇
海兵69期（1941年卒）の卒業生のうち、航空要員決定者が各機種ごとに作成した歌のひとつ。そのほか、「戦闘機隊の歌」「艦爆隊の歌」「偵察隊の歌」などがある。なお、映画に使われることが決定した当時、作詞者はすでに南方で戦死していたという。
レコードは1944年12月8日に日本コロムビアより発売された。
「雷撃隊出動の歌」
作詞：米山忠雄 / 作曲：古関裕而 / 歌：霧島昇、波平暁男
「穂高よさらば」の原曲。レコードは1944年11月20日に日本コロムビアより発売された。
なお、航空宇宙技術研究所のSTOL実験機「飛鳥」の飛行試験中の1988年には、プロジェクトの参加者によって「飛鳥よさらば」というさらなる替え歌が作詞されている。
「男散るなら」
作詞：米山忠雄 / 作曲：鈴木静一 / 歌：霧島昇、近江俊郎
悲壮感溢れる「雷撃隊出動の歌」と異なり磊落な調子で雷撃隊員の思いを歌うが、歌詞はやはり時局を反映して死を当然とする内容となっている。
レコードは1944年11月20日に日本コロムビアより発売された。

## 映像ソフト
- VHS - キネマ倶楽部から発売された[8]。品番1538[8]
- DVD - 2006年に東宝から発売された[9]。

## 備考
後年東宝で特技監督を務めた有川貞昌は、本作品公開時に雷撃機の搭乗員を務めており、飛行場で開催された映画会で本作品が上映された際には、雷撃隊の出撃シーンで隊員たちは臨場感に包まれ、敵艦撃沈シーンでは拍手喝采が起きていたことを証言している。有川は、本作品を特撮ではなく実際の航空隊で撮影を行った記録映像と信じ、後に円谷英二に対面した際には本作品を撮影したのはどこの部隊か訪ねたという。この件をきっかけに有川は円谷と意気投合し、以後特撮に携わることとなる。